# Nick Bostrom

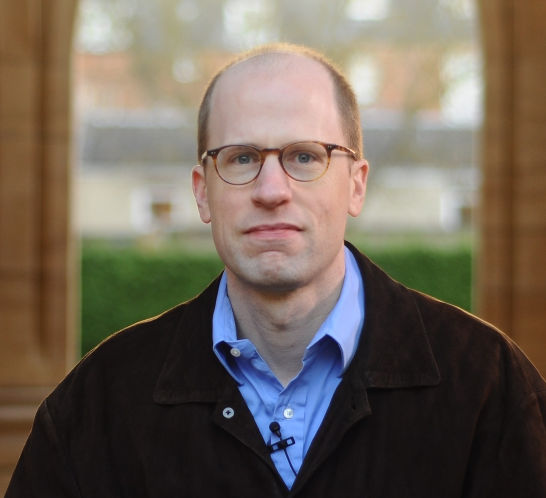
Nick Bostrom (2014)

Nick Bostrom (* 10. März 1973 in Helsingborg als Niklas Boström) ist ein schwedischer Philosoph und Zukunftsforscher und gilt als einer der prominentesten Vertreter des Transhumanismus.
Er ist für seine Forschungen und Veröffentlichungen auf den Gebieten der Bioethik und der Technikfolgenabschätzung bekannt, insbesondere zum existentiellen Risiko, anthropischen Prinzip, zu ethischen Aspekten der technischen Verbesserung des menschlichen Körpers und zu Risiken der Superintelligenz. Dabei setzt er oft Mittel der formalen Epistemologie ein, die bei der Analyse und Entwicklung von Argumenten auf Formalisierungen und Erkenntnisse der Statistik und der Entscheidungstheorie zurückgreift. Gemeinsam mit Toby Ord entwickelte er den Reversal Test als Heuristik zur Neutralisierung des status quo bias. Er vertritt eine konsequentialistische Ethik. Bostrom äußert sich regelmäßig in angelsächsischen Medien zu Themen wie Ethik, Politik, Zukunftsforschung und Transhumanismus.

## Leben

### Jugend und Ausbildung
Bostrom schloss 1994 sein grundständiges Studium an der Universität Göteborg und erlangte anschließend bis 1996 Masterabschlüsse in Philosophie und Physik der Universität Stockholm und Computational Neuroscience des King’s College London. Seinen Doktorgrad (Ph.D.) erwarb Bostrom 2000 an der London School of Economics. Er betätigte sich zwischenzeitlich als Stand-up-Comedian.

### Karriere

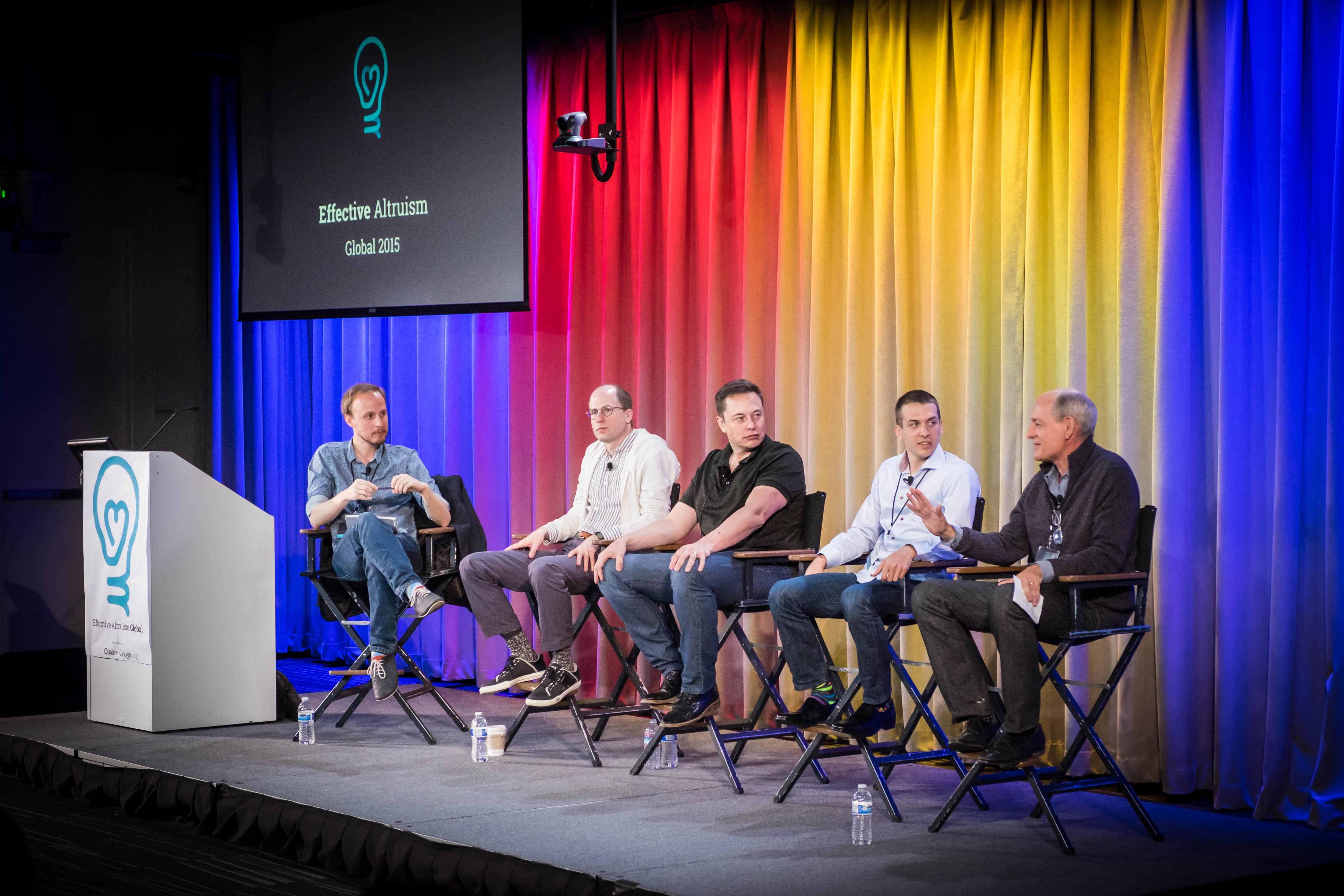
Bostrom bei einer Diskussion über effektiven Altruismus mit Elon Musk und Stuart Russell (2015)

1998 gründete Bostrom mit David Pearce die World Transhumanist Association. 2004 gründete er mit James Hughes das Institute for Ethics and Emerging Technologies. Zurzeit ist er bei keiner dieser Organisationen beschäftigt.
Im Jahr 2005 wurde er Direktor des neu geschaffenen Oxford Future of Humanity Institute (FHI). Als Teil der Bewegung des effektiven Altruismus verfolgte das FHI das Ziel, durch seine Forschung auf lange Sicht eine möglichst hohe positive Wirkung für die Menschheit zu erzielen. Im Jahr 2024 wurde das FHI von der Universität Oxford geschlossen und Bostrom verließ die Universität.
Bostroms Veröffentlichungsliste umfasst mehr als 200 Titel einschließlich des New-York-Times-Bestsellers Superintelligence. Paths, Dangers, Strategies und Anthropic Bias. Er erhielt 2009 den Eugene R. Gannon Award und steht auf der Liste Top 100 Global Thinkers von Foreign Policy. Dank ihrer Erwähnung durch Elon Musk und Bill Gates wurden Bostroms Arbeiten zur Superintelligenz auch einer breiteren Öffentlichkeit bekannt. Musk gehört gemeinsam mit Bostrom sowie Stephen Hawking, Max Tegmark, Martin Rees zu den Unterzeichnern eines Manifests des Future of Life Institute, das die Erforschung von Superintelligenz und ihrer ungefährlichen Nutzbarmachung zu einem wichtigen und dringenden Forschungsthema erklärt.

## Arbeiten

### Existentielle Risiken
Bostrom ist für seine Forschung über existentielle Risiken bekannt, also Ereignisse, die in der Lage sind, das auf der Erde entstandene intelligente Leben auszulöschen oder in seiner Entwicklung drastisch und permanent einzuschränken.

### Superintelligenz
Bostrom prägte die Behandlung des Themas Superintelligenz in den letzten Jahren maßgeblich mit, unter anderem in seinem Buch Superintelligenz: Szenarien einer kommenden Revolution. Dabei betrachtet er künstliche Intelligenzen, die der menschlichen weit überlegen wären, sowohl als Schritt zum Transhumanismus als auch als existentielles Risiko. Bostrom hält einen schnellen Übergang zu einer Intelligenzexplosion für wahrscheinlicher als einen gemäßigten und viel wahrscheinlicher als einen langsamen Übergang. Ein solch schneller Takeoff birgt nach Bostrom die Gefahr, dass der Mensch die Kontrolle über die Technik verliere, die ihn in der Folge nicht mehr benötige. Das könnte das Ende der Menschheit bedeuten.
Seit 2024 widmet sich Bostrom der „feingranuläreren“ Ausgestaltung einer von fortgeschrittener ‚künstlicher Intelligenz‘ bestimmten Welt.

### Anthropic Reasoning
In seinen Arbeiten über das anthropische Prinzip diagnostiziert er für die vorangegangenen Debatten eine auf Beobachtereffekte zurückzuführende kognitive Verzerrung, den observer selection bias. Die Auswahl und Bewertung verschiedener Antwortmöglichkeiten auf eine Frage, zu deren Beantwortung oder Entscheidung nur unvollständige Informationen vorliegen, wird dabei durch die Tatsache, dass es jemanden gibt, der in der Lage ist, die Frage zu stellen, beeinflusst. Jeder Beobachter würde demnach Ereignisse oder Ereignisalternativen, die seine eigene Existenz unwahrscheinlich machen, selbst für unwahrscheinlich halten oder vernachlässigen. In der Kosmologie führt das auf der Basis des anthropischen Prinzips zu unschlüssigen oder falschen Annahmen über die Wahrscheinlichkeit der Gültigkeit kosmologischer Modelle.
Bostrom formuliert verschiedene Maximen für Argumente und Überlegungen mit anthropischen Prinzipien:
- Self Sampling Assumption (SSA): „Man sollte so schlussfolgern, als ob man eine zufällige Auswahl aus der Menge aller Beobachter in seiner Referenzklasse wäre.“
- Strong Self Sampling Assumption (SSSA): „Man sollte so schlussfolgern, als ob der gegenwärtige Beobachtungszeitpunkt eine zufällige Auswahl aus der Menge aller Beobachtungszeitpunkte in seiner Referenzklasse wäre.“
- Self Indication Assumption (SIA): „Man sollte so schlussfolgern, als ob man eine zufällige Auswahl aus der Menge aller möglichen Beobachter wäre.“

Da die genaue Bestimmung der Referenzklasse, d. h. der Klasse aller Entitäten, von der sich ein Beobachter vernünftigerweise als zufällig ausgewählt annehmen kann, jedoch in vielen Fällen unsicher ist, hält Bostrom vor allem solche Beweise unter Zuhilfenahme anthropischer Prinzipien für glaubwürdig, deren Resultate möglichst unabhängig von der Wahl der Referenzklasse sind. Anhand verschiedener Gedankenexperimente überprüft Bostrom die Gültigkeit dieser Maximen.
Die Selbstauswahl-Annahmen erweitert Bostrom zu einem Modell anthropischer Voreingenommenheit (anthropic bias) und anthropischen Schließens (anthropic reasoning) unter der Unsicherheit der Unbekanntheit des eigenen Platzes in unserem Universum – oder wer überhaupt „wir“ sind. Das könnte laut Bostrom auch ein Weg zur Überwindung diverser, durch kognitive Voreingenommenheit bestehende Grenzen, die inhärent in den Menschen vorhanden sind, welche die Beobachtungen vornehmen und Modelle unseres Universums mittels Mathematik ausdrücken.

### Simulationshypothese
In einem auch in der Populärwissenschaft häufig rezipierten Denkmodell beschäftigt sich Bostrom mit der Simulationshypothese. Dieser zufolge könnte eine höher entwickelte, „posthumane“ Zivilisation in der Lage und Willens sein, die Wirklichkeit inklusive des gesamten Universums mit Computertechnologie zu simulieren; dies könnte sogar bereits geschehen sein. Die Möglichkeit, dass unser Universum eine simulierte Realität und alle Lebewesen folglich Bestandteil dieser Simulation seien, ist eine der drei folgenden Alternativen, von denen nach Bostrom mindestens eine wahr sei.
Bostrom vergleicht drei Szenarien:
1. Die Wahrscheinlichkeit, dass eine Zivilisation eine „posthumane“ Entwicklungsstufe erreicht, geht gegen Null.
2. Fast keine „posthumane“ Zivilisation ist daran interessiert, Vorgängerwesen des Menschen zu simulieren.
3. Es besteht eine hohe Wahrscheinlichkeit, dass wir in einer simulierten Realität leben.

Sollten die Annahmen 1 und 2 falsch sein, so müsse von einer hohen Wahrscheinlichkeit ausgegangen werden, dass auch unser Universum tatsächlich eine Simulation sei (Simulationshypothese). Er geht davon aus, dass es eine Vielzahl solcher Zivilisationen geben müsste, sofern es sie geben kann. Daraus folgert Bostrom, dass entweder die Menschheit niemals in der Lage sein werde, das notwendige technologische Niveau zu erreichen, um eine Simulation unseres gegenwärtigen Zustands zu realisieren oder wir mit hoher Wahrscheinlichkeit in einer solchen Simulation lebten.
Zu diesem Trilemma kommt er durch folgende mathematische Überlegung:
Bezeichnet
{\displaystyle f_{\mathrm {p} }} der Prozentsatz von Zivilisationen, die eine höhere Entwicklungsstufe erreichen,
{\displaystyle {\overline {N}}} die durchschnittliche Zahl von Simulationen der Vorfahren, die in Zivilisationen durchgeführt werden, die eine Entwicklungsstufe erreicht haben, auf der sie das können (sog. „posthumane Stufe“),
{\displaystyle {\overline {H}}} die durchschnittliche Zahl von Individuen, die in einer Zivilisation gelebt haben, bevor diese imstande war, solche Simulationen durchzuführen,
dann ist
{\displaystyle f_{\mathrm {sim} }={\frac {f_{\mathrm {p} }{\overline {N}}{\overline {H}}}{(f_{\mathrm {p} }{\overline {N}}{\overline {H}})+{\overline {H}}}}} der Prozentsatz von Beobachtern mit menschenähnlichen Erfahrungen, die in einer Simulation leben.
Nimmt man nun {\displaystyle f_{\mathit {I}}} als den Prozentsatz der fortgeschrittenen Zivilisationen, in dem ein Interesse an Realitätssimulationen besteht (zumindest bei Einzelnen, die die nötigen Technologien und Ressourcen besitzen), und {\displaystyle {\overline {N_{\mathit {I}}}}}
als die durchschnittliche Zahl der Simulationen von Vorfahren einer solchen Zivilisation auf unserem Entwicklungsstand, erhält man
{\displaystyle {\overline {N}}=f_{\mathit {I}}{\overline {N_{\mathit {I}}}}}.
Daraus folgt
{\displaystyle f_{\mathrm {sim} }={\frac {f_{\mathrm {p} }f_{\mathit {I}}{\overline {N_{\mathit {I}}}}}{(f_{\mathrm {p} }f_{\mathit {I}}{\overline {N_{\mathit {I}}}})+1}}}.
Da {\displaystyle {\overline {N_{\mathit {I}}}}} einen enormen Wert annimmt, wird mindestens einer der drei folgenden Sätze wahr sein:
1. {\displaystyle f_{\mathrm {p} }\approx 0}
2. {\displaystyle f_{\mathit {I}}\approx 0}
3. {\displaystyle f_{\mathrm {sim} }\approx 1}

## Kritik
Die öffentliche Auseinandersetzung mit Bostroms philosophischen Ansichten und Forschungsansätzen wird auch durch die Kritik an den Bewegungen des effektiven Altruismus und des Longtermismus beeinflusst. Das Bekanntwerden als rassistisch interpretierter Aussagen Bostroms in einer E-Mail aus dem Jahr 1996 führte zu einer breiteren Diskussion über die ethischen Grundlagen seiner Arbeit.

## Werke

### Bücher
- Deep Utopia. Life and Meaning in a Solved World. Ideapress Publishing, 2024, ISBN 978-1-64687-164-3.
- Die verwundbare Welt. Eine Hypothese. Suhrkamp Verlag, Berlin 2020, ISBN 978-3-518-58754-6.
- Superintelligence. Paths, Dangers, Strategies. Oxford University Press, Oxford 2013, ISBN 978-0-19-967811-2.
  - deutsch: Superintelligenz – Szenarien einer kommenden Revolution. Suhrkamp, Berlin 2014, ISBN 978-3-518-58612-9 (englisch: Superintelligence. Paths, Dangers, Strategies. Übersetzt von Jan-Erik Strasser).
- mit Julian Savulescu: Human Enhancement. Oxford University Press, 2011, ISBN 978-0-19-959496-2.
- mit Milan M. Cirkovic: Global Catastrophic Risks. Oxford University Press, 2011, ISBN 978-0-19-960650-4.
- Anthropic Bias. Observation Selection Effects in Science and Philosophy. Routledge, New York 2002, ISBN 0-415-93858-9.

### Artikel (Auswahl)
- The Vulnerable World Hypothesis. In: Global Policy. Band 10, 2019, S. 455–476, doi:10.1111/1758-5899.12718 (englisch, archive.org [PDF]).
- Existential Risk Prevention as Global Priority. In: Global Policy. 1. Auflage. Band 4, 2013, S. 15–31 (archive.org).
- Infinite Ethics. In: Analysis and Metaphysics. 9. Auflage. Band 10, 2011 (archive.org [PDF]).
- mit Toby Ord: The Reversal Test: Eliminating Status quo Bias in Applied Ethics. In: Ethics. Band 116, Nr. 4, 2006, S. 656–679, doi:10.1086/505233 (englisch, nickbostrom.com [PDF]).
- Are We Living in a Computer Simulation? In: The Philosophical Quarterly. 211. Auflage. Band 53, 2003, S. 243–255, doi:10.1111/1467-9213.00309 (englisch, archive.org [PDF]).
- Astronomical Waste: The Opportunity Cost of Delayed Technological Development. In: Utilitas. 3. Auflage. Band 15. Cambridge University Press, 2003, S. 308–314, doi:10.1017/S0953820800004076 (archive.org [PDF]).